# Dichelus luctuosus
Dichelus luctuosus är en skalbaggsart som beskrevs av Louis Albert Péringuey 1902. Dichelus luctuosus ingår i släktet Dichelus och familjen Melolonthidae. Inga underarter finns listade i Catalogue of Life.